# Klaus Störtebeker
Klaus Störtebeker (kolem 1360 Wismar – 20. října 1401 Hamburk) byl nejslavnějším pirátem v oblasti Baltského a Severního moře, patřil k pirátskému spolku zvanému vitaliáni (Vitalienbrüder).
Podnikal (asi od roku 1390) z Gotlandu a z Fríska, pak z Helgolandu přepady na území Dánska a na hanzovní statky. Byl zajat po námořní bitvě u Helgolandu a popraven se svými lidmi v Hamburku. Jejich hlavy byly nabodnuty na kůly a vystaveny podél Labe na výstrahu jiným pirátům.
Kolem Störtebekera se vytvořila dodnes živá legenda, v Ralswieku na Rujáně se pořádají na jeho počest každoroční slavnosti. Stal se hrdinou řady románů, pověstí. Barokní skladatel Reinhard Keiser o něm napsal operu, z níž se dochovalo libreto.